# Omicidio del cruciverba
L'omicidio del cruciverba (Kreuzworträtselmord) o caso del cruciverba (Kreuzworträtselfall) fu un caso di omicidio avvenuto nel 1981 nella Repubblica Democratica Tedesca, celebre per essere stato risolto grazie ad un'imponente azione di ricerca calligrafica.

Il caso è annoverato come quello con il maggior utilizzo di campioni calligrafici al mondo (551.198) e anche quando qualcuno si rifiutava di fornire volontariamente una prova calligrafica, questa veniva comunque ottenuta segretamente. Per via della particolare urgenza, le indagini furono supportate in modo determinante dai collaboratori dell'amministrazione distrettuale e dal dipartimento distrettuale della Stasi, l'organo statale di sicurezza e spionaggio. Una siffatta vasta operazione di polizia non sarebbe stata possibile ai sensi del diritto dell'allora Germania Ovest, anche se nel 2006 nell'ambito della cosiddetta "Operazione Mikado" tutte le 22 milioni di carte di credito tedesche furono esaminate di nascosto alla ricerca di un determinato importo.

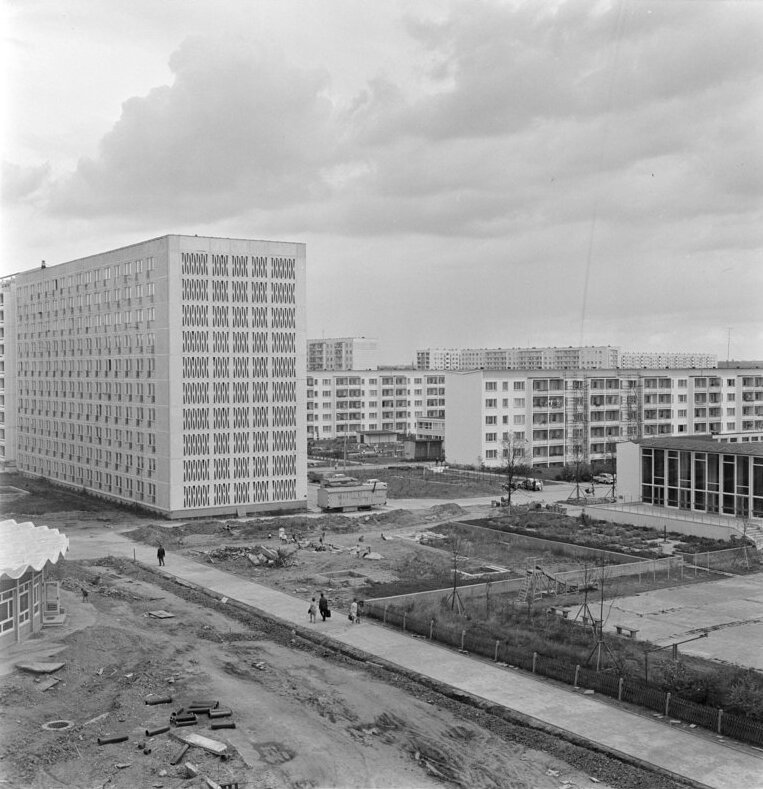
Edifici di Halle-Neustadt nel 1969

## Storia

### Scomparsa
Nella città di Halle, al primo piano dell'edificio n. 6 del Block 483 (oggi Gerhard-Marcks-Straße) viveva la famiglia Bense, proprio di fronte alla stazione dei vigili del fuoco, che ad Halle-Neustadt fungeva anche da stazione di polizia. I coniugi Bense avevano due figli: il più piccolo si chiamava Lars Bense, era nato il 22 ottobre 1973 e nel 1981 frequentava la prima elementare. Il 15 gennaio nel pomeriggio sarebbe dovuto andare con gli amici al cinema presso un circolo ricreativo, al quale si fece accompagnare dalla sorella; poco prima di arrivare al centro, la salutò e né lei né i suoi amici che lo aspettavano lo videro mai più. Non vedendolo rientrare a casa per le 18.00, dopo aver cercato a casa degli amici, i genitori ne denunciarono la scomparsa alla Volkspolizei la quale la sera stessa avviò le operazioni di ricerca, coadiuvati anche da un gruppo di volontari. Come da prassi, le ricerche si concentrarono inizialmente negli scantinati delle case vicino alla residenza del bambino, ma non produssero risultati. Il caso fu preso in carico dall'allora procuratore di Halle, Wilfried Wölfel. Al quarto piano della palazzina dei vigili del fuoco, con vista proprio sulla casa dei Bense, vennero approntati due uffici per la Commissione Omicidi, diretta dal capitano Siegfried Schwarz, capo della Commissione omicidi della Volkspolizei - BDVP del distretto di Halle, assistito dal suo vice, il capitano Löser, questo come da procedura nel caso di scomparsa di un minore, nonostante ancora non si sapesse se effettivamente ci si trovasse di fronte ad un omicidio.
Le ricerche andarono avanti nei giorni successivi, anche con annunci all'altoparlante. Due giorni dopo venne pubblicata sul giornale locale Freiheit un annuncio di scomparsa con una foto del bambino, cosa questa piuttosto inusuale nella RDT. Vennero ispezionati gli edifici, i plattenbauten, che al loro interno presentavano spesso stanze vuote, scale, solai di servizio o di deposito, molto usati dai bambini per andarci a giocare. La polizia ispezionò anche le condutture sotterranee dove vennero ritrovate molte cose, compresa della refurtiva, ma del bambino nessuna traccia.

### Ritrovamento del corpo

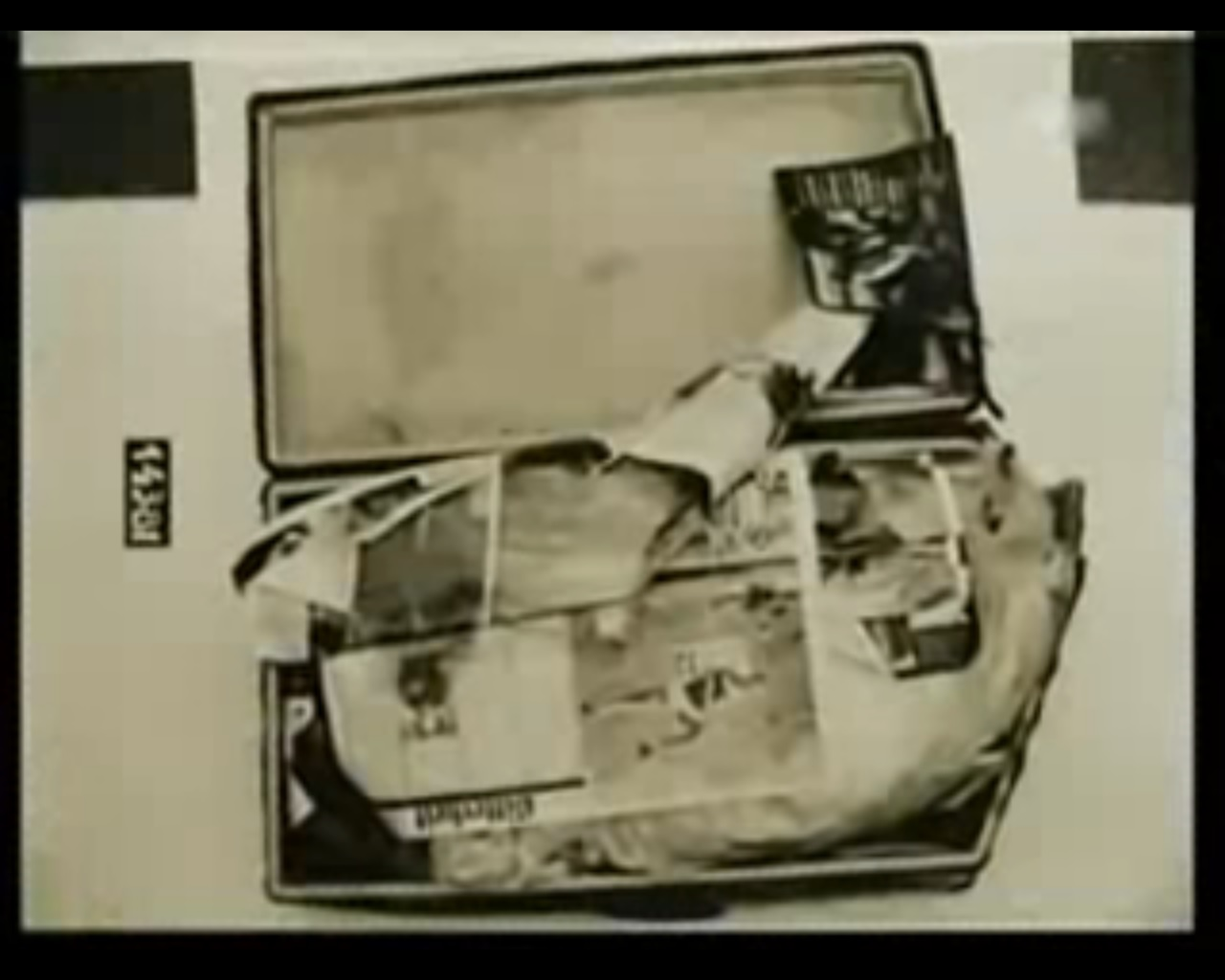
La valigia con i fogli di giornale ed i cruciverba

Quattordici giorni dopo la scomparsa, Uwe Theuerkorn, un ragazzo di diciannove anni addetto alla manutenzione dei binari della Deutsche Reichsbahn, si imbatté in una vecchia valigia di cartone marrone, abbandonata nella neve ai lati dei binari al km 107,4 tra le località di Schkeuditz e Lützschena nella tratta Halle-Lipsia e presumibilmente lanciata da un treno in corsa. L'operaio, con una lunga chiave da lavoro, tenendosi a distanza la aprì nella speranza - dichiarò in seguito - di trovarci dei soldi, oppure dei jeans occidentali. Invece, dopo averla aperta, in mezzo a pagine di vecchi giornali, scorse una gamba dentro a un sacchetto di plastica. Con la chiave provò a toccarla per vedere se si muoveva, poi si rese conto che era il cadavere di un bambino.
Verso mezzogiorno la valigia fu portata all'istituto di medicina legale di Halle, diretto dal Wolfgang Dürwald dove si ebbe la conferma che era lo scomparso Lars Bense. L'autopsia, alla quale presenziò anche Schwarz, stabilì che il bambino aveva subito abusi sessuali ed era stato colpito con un oggetto contundente; inoltre, il cadavere presentava diverse ferite da arma da taglio. Le ferite erano concentrate soprattutto nella parte superiore del corpo e nella zona della testa. Schwarz mise in sicurezza la valigia ed i giornali, bagnati per via della neve, per procedere alla rilevazione di eventuali impronte digitali. Con sorpresa, all'interno dei quotidiani, gli investigatori scoprirono che molti cruciverba erano stati compilati. Sei erano stati quasi completati, gli altri erano quasi tutti appena iniziati, con sole alcune parole inserite:
Tutto con la stessa calligrafia. In seguito l'assassino confessò di aver riempito la valigia "per evitare che il sangue fuoriuscisse" durante il trasporto.

## Indagini

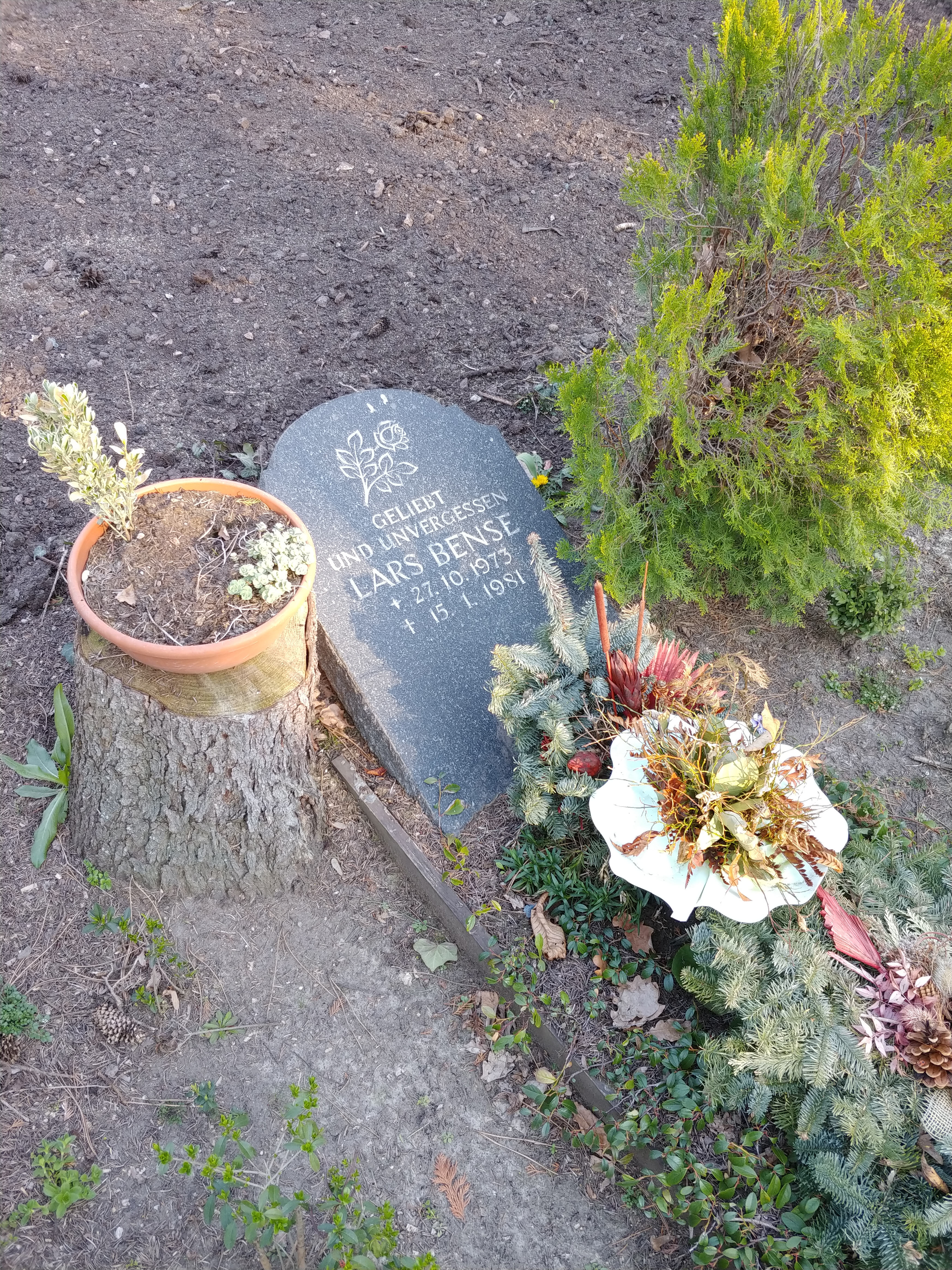
La tomba di Lars Bense (1973-1981) presso il cimitero nord di Halle

La polizia ipotizzò che l'assassino doveva essere un uomo, probabilmente senza auto visto che aveva gettato la valigia dal treno. Siccome secondo gli esperti c'era il concreto pericolo che il criminale continuasse a uccidere, la SED, il principale partito al governo nel Paese, fece notevoli pressioni sugli inquirenti per risolvere il caso il più rapidamente possibile. La valigia era un vecchio prodotto in cartone rigido realizzato e venduto diffusamente, dunque risultava impossibile risalire al proprietario. Fu così esposta per diverse settimane nella vetrina di un piccolo negozio, proprio di fronte al cinema in cui Lars Bense sarebbe dovuto andare il giorno della sua scomparsa. Gli investigatori della commissione omicidi avevano installato nella vetrina una telecamera nascosta, nella convinzione che passando lì davanti non solo eventuali testimoni si sarebbero fermati a guardarla, ma anche l'assassino non avrebbe resistito dal darci un'occhiata. Ma non successe nulla, anche perché il motivo per cui si ricercavano testimonianze su questa valigia non erano stati resi noti in quanto era sconveniente parlare di abusi sessuali sui minori, vista come una degenerazione dell'occidente capitalista. Per questo motivo, di fianco alla valigia c'era un biglietto in cui era scritto soltanto che si trattava di un "grave reato". Anche il sacchetto di plastica che conteneva il corpo si rivelò una pista non perseguibile, in quanto si trattava della confezione di un piumino di ampia diffusione.
Non arrivando a nulla di concreto, gli investigatori analizzarono i giornali trovati nella valigia; questi erano diversi numeri del "Freiheit", un quotidiano legato alla SED nell'edizione di Halle-Neustadt, del giornale Junge Welt della FDJ, della rivista per donne Für Dich e anche una copia del Berliner Zeitung am Abend. Gli investigatori si concentrarono sui cruciverba nella speranza che la calligrafia potesse condurli al responsabile in quanto era molto particolare. Fu costituita una commissione alle dipendenze del tenente Adolf Döling dell'ufficio distrettuale della Volkspolizei di Halle con il compito di acquisire prove calligrafiche da far analizzare a esperti calligrafici, coordinati dal capitano Werner Brettschneider. Questi realizzò una tavola in cui venivano presentate le peculiarità grafiche della calligrafia cercata, in modo tale che anche poliziotti non specializzati in calligrafia potessero collaborare nella ricerca.
Agenti della Volkspolizei e volontari vennero inviati porta a porta per le case di Halle-Neustadt, dove raccolsero sistematicamente 21.000 campioni calligrafici, cosa che nel gergo della Volkspolizei fu indicata come "prestazione calligrafica individuale" (individuelle Schreibleistungen). Gli agenti avevano dei fogli di carta prestampata: li consegnavano agli abitanti e poi dettavano loro una frase, che doveva essere scritta in stampatello maiuscolo. Il primo testo era molto complesso, parlava di vacanze invernali, di garanzia della produzione ed era molto lungo, perché si cercava di far apparire quante più volte possibile i caratteri alfabetici più caratteristici: per la raccolta di ogni campione però gli agenti potevano impiegare anche mezzora o tre quarti d'ora. Successivamente la prova fu semplificata e sostituita con questa frase:
Ufficialmente la prova calligrafica era volontaria. Ed effettivamente ci furono dei cittadini che si rifiutarono di fornirla. Schwarz dichiarò che di solito erano i funzionari di partito a rifiutarsi, in quanto ritenevano che il loro status li dovesse porre al di sopra di ogni sospetto. Ma attraverso pressioni furono ottenuti i campioni calligrafici anche da loro.
Parallelamente vennero analizzati anche altri archivi documentali, in particolare gli atti della previdenza sociale e delle anagrafi: furono messe sotto la lente di ingrandimento circa 3.000 richieste di alloggio, 40.000 registrazioni di automobili, 250.000 richieste di documenti d'identità e 90.000 moduli postali per telegrammi. Anche la Stasi partecipò all'operazione: i suoi collaboratori analizzarono più di 100.000 fascicoli personali di diverse aziende. I Giovani Pionieri (i bambini dai sei ai dieci anni che facevano parte dell'Organizzazione dei Pionieri Ernst Thälmann) raccolsero per le strade ed al macero circa 60 tonnellate di carta straccia, registrata per area di provenienza, affinché gli investigatori vi potessero cercare all'interno dei cruciverba compilati e restringere così la zona di ricerca. Nel frattempo il perito giunse alla conclusione che la calligrafia era di una donna di mezza età, il che fece vacillare la teoria iniziale dell'omicida pedofilo, anche per la difficoltà di procurare certe ferite e di portarsi poi in giro la pesante valigia con il bambino dentro. Chi aveva compilato i cruciverba non era dunque l'assassino, ma probabilmente lo conosceva.
Sei settimane dopo il ritrovamento della valigia, gli investigatori si rivolsero alla Università Humboldt di Berlino, dove il professor Hans Girod dirigeva il Dipartimento di criminologia, per cercare di capire quale fosse stato il luogo del delitto. Secondo il professore, la valigia, il sacchetto e i giornali facevano pensare a un omicidio avvenuto all'interno di un appartamento, un garage o un capanno; inoltre si voleva tracciare un profilo psicologico del bambino per comprendere come avrebbe potuto reagire di fronte alla strategia di avvicinamento da parte del maniaco sessuale. Da questa analisi, il professore individuò tre tipologie di colpevole:
1. un adulto che rappresentasse un'autorità e che potesse convincere il bambino a seguirlo volontariamente come un poliziotto, un insegnante o una qualche persona in divisa;
2. un conoscente o addirittura un parente;
3. un ragazzo giovane, in grado attraverso il suo linguaggio di guadagnare la fiducia del bambino.

Questo portò a interrogare persone già note alle forze dell'ordine come omosessuali o con precedenti di pedofilia. Vennero interrogate 1.792 persone, ma senza alcun risultato.
A fine marzo Schwarz fece rapporto, citando anche altri reati che erano stati incidentalmente scoperti nel corso delle vaste indagini: ne furono risolti sedici che nulla avevano a che fare con l'omicidio. Tra le altre cose, nel verificare gli alibi degli interrogati, la polizia scoprì che gli addetti alla pulizia della città avevano manipolato gli indicatori della benzina delle macchine di servizio, utilizzando invece i rifornimenti per le loro auto private. Ma Schwarz per questo fu redarguito perché avrebbe dovuto ignorare questi reati e concentrarsi esclusivamente sull'omicidio. il 28 marzo gli fu ordinato di trasferire tutti gli atti dell'indagine al suo superiore: rimase direttore della Commissione Omicidi, ma il caso fu affidato al suo vice. In seguito il tenente Adolf Döning venne nominato direttore delle perizie calligrafiche.
Su richiesta della polizia, il quotidiano regionale Freiheit lanciò un concorso basato sulla risoluzione di un facile cruciverba, mettendo in palio 10 marchi dell'Est a chi l'avesse restituito risolto. Col passare del tempo nella polizia crescevano i dubbi sulle possibilità di successo della loro ricerca calligrafica. A partire da agosto, il tenente Döning aveva deciso di introdurre tra le prove da analizzare anche dei falsi simili alla calligrafia ricercata, per essere sicuri che i ricercatori, dopo mesi di ricerca monotona e infruttuosa, mantenessero alta l'attenzione.
Nell'ottobre del 1981 erano state raccolte 20.000 prove calligrafiche tra cittadini ancora residenti e quelli che nel frattempo si erano trasferiti, corrispondenti a circa un quarto della popolazione di Halle-Neustadt. Per i defunti che all'epoca del delitto erano ancora in vita, si chiesero agli eredi delle vecchie prove calligrafiche. Si cercò di accelerare le indagini semplificando ulteriormente le modalità di raccolta dei campioni di scrittura, ideando uno schema di cruciverba da far compilare solo con nove parole, contenenti le lettere più facilmente individuabili. Le parole erano:
La raccolta e l'analisi avvenivano separatamente palazzo per palazzo, annotando gli eventuali assenti che venivano poi rintracciati al fine di poter fargli fare il test calligrafico in un secondo momento.
Il 10 novembre 1981 fu il turno del Block 398, sito a nemmeno 400 metri di distanza in linea d'aria dalla casa della famiglia Bense. Tra gli abitanti di questo condominio di cinque piani c'era anche la signora Ingeborg Grüneberg, di 45 anni. Ella dimostrò che, all'epoca dei fatti, si trovava per lavoro a Wustrow, località balneare sul Mar Baltico. La polizia prelevò un suo campione calligrafico inviato ad Halle il 13 novembre e reso il 17 novembre, appurando che combaciava: era il campione numero 551.198. Finalmente era stata individuata la calligrafia del cruciverba della valigia.
La Grüneberg quel giorno non era in servizio ma in viaggio verso Werder, vicino a Potsdam, da dove sarebbe partita con la figlia Kerstin per andare in vacanza. Döning partì subito da Halle con due macchine della polizia per andare a Werder. Tra le 17.30 e le 18.00 le due donne furono prelevate dalla polizia per essere portate in commissariato e, conversando con esse nel viaggio verso Halle, Döning cominciò a raccogliere informazioni. In particolare venne a sapere che la figlia aveva un fidanzato di diciannove anni, Matthias S., anche lui residente ad Halle-Neustadt, dove viveva coi genitori e che presentava un profilo compatibile a quello del presunto colpevole. Immediatamente partì la ricerca che portò in Turingia, a Friedrichroda, dove il ragazzo lavorava in una casa di riposo; qui venne arrestato e portato ad Halle dove venne interrogato dal procuratore Wölfel mentre contemporaneamente, in un'altra stanza nello stesso piano, Döning interrogava la signora Grüneberg. Inizialmente alla donna non venne detto su cosa si stesse indagando. Le vennero mostrate delle valigie di cartone, l'una diversa dall'altra e lei riconobbe come sua proprio quella usata dall'assassino per sbarazzarsi del corpo. Poté comunque provare che al momento del reato non si trovava ad Halle, dove però poteva esserci il fidanzato diciannovenne di sua figlia, al quale aveva lasciato le chiavi del suo appartamento.

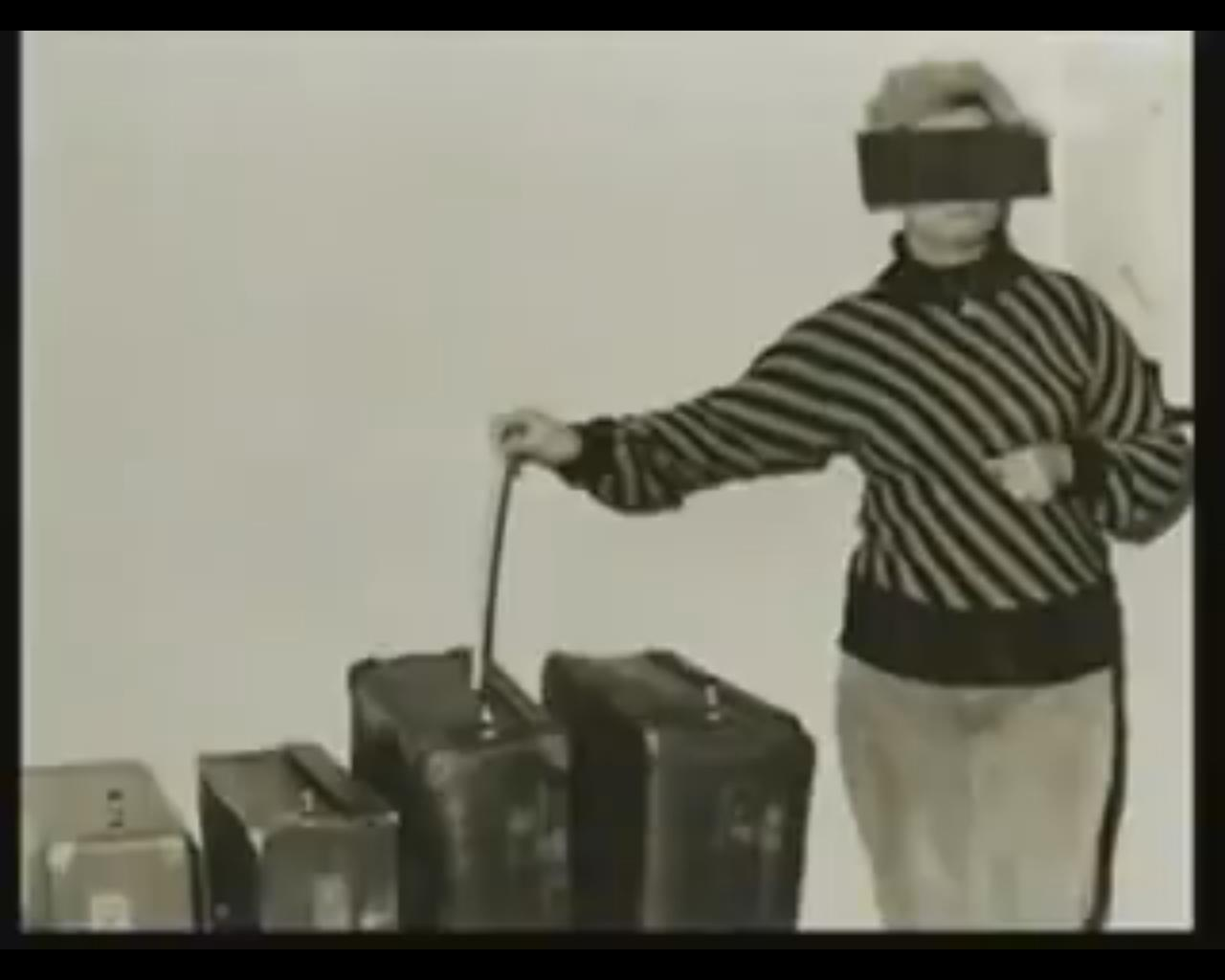
La signora Ingeborg Grüneberg riconosce la sua valigia.

L'interrogatorio di Matthias S. durò fino a notte inoltrata. Dopo aver inizialmente respinto ogni accusa, alla fine confessò in modo dettagliato cosa era avvenuto nel pomeriggio di quel 15 gennaio 1981. Aveva avvicinato il bambino in attesa davanti al cinema e, mostrandogli delle macchinine, l'aveva convinto a seguirlo nell'appartamento della signora Grüneberg. Qui abusò di lui e per paura che il bambino parlasse, prima lo stordì con un martello, poi lo mise nella vasca da bagno dove lo colpì ripetutamente alla nuca, per poi finirlo con delle coltellate al cuore. Occultò il cadavere in una vecchia valigia trovata nella casa, la riempì con dei giornali trovati in giro, salì su un treno per Lipsia e durante il viaggio, gettò la valigia dal finestrino. Nonostante la complessità delle indagini, la notizia fu pubblicata in seconda pagina, in modo piuttosto anonimo.

## Il processo
Il processo iniziò nell'estate del 1982 con l'accusa di omicidio commesso in concomitanza di violenza sessuale. Durante il dibattimento venne alla luce un episodio che segnò l'imputato. Da bambino aveva assistito all'uccisione di un maiale presso la fattoria del nonno e da allora la sua vita era stata pervasa da fantasie omicide, a cui alla fine aveva ceduto. La fidanzata testimoniò che Matthias aveva anche una sessualità disturbata e che prima di avere un rapporto la costringeva a parlargli di bambini. Matthias le aveva anche confessato che una sua fantasia ricorrente era di ucciderne uno.  Matthias S. venne condannato all'ergastolo, con contestuale privazione dei diritti civili e fu rinchiuso nel carcere di Brandeburgo, dove scontò soltanto dieci anni. Nel frattempo, infatti, ci fu la riunificazione tedesca e avendo 19 anni all'epoca dei fatti Matthias S., per la legge della Germania Ovest, era ancora minorenne: nel 1991 la procura della Repubblica Federale Tedesca chiese la riapertura del processo e nel 1992 fu condannato alla massima pena per omicidio, che nel nuovo ordinamento per un minorenne ammontava appunto a dieci anni di carcere minorile e all'internamento psichiatrico per evitare che il reato venisse reiterato.

## Dopo il processo
Matthias S. rimase quindi ricoverato a Uchtspringe fino al 1996 per poi passare altri tre anni in una residenza assistita. Nel 1999 fu rilasciato e, secondo quando riportò la stampa, si trasferì in Turingia; in realtà si era trasferito con sua moglie e il figlio di 11 anni che lei aveva avuto da una precedente relazione, a Magdeburgo, dove viveva in incognito con il cognome della moglie. Morì per un tumore nel 2013; nel necrologio, madre e figlia scrissero:
La scomparsa del bambino distrusse anche la vita del di lui padre: prima per la separazione dalla moglie e poi i problemi con l'alcol. Dopo la riunificazione tedesca, il signor Bense divenne ospite fisso della locale Bahnhofsmission. Morì il 15 gennaio 1994. La madre e la sorella di Lars vissero ancora a lungo nell'appartamento in Gerhard-Marcks-Straße, prima di trasferirsi altrove.
Nonostante gli sforzi degli investigatori di tenere sotto controllo l'omicida e di non menzionare mai il suo nome, la sua identità si diffuse velocemente. Per sottrarre i suoi genitori dalla luce dei riflettori, fu loro assegnato un nuovo appartamento in un'altra città, nonché due nuovi lavori. Il padre di Matthias, che già prima dell'omicidio era alcolista, non riuscì mai ad elaborare il crimine del figlio e si suicidò qualche anno più tardi.

## Riapertura del caso
Nel febbraio 2013 la procura di Halle avviò un'indagine giudiziaria per omicidio contro Kerstin Apel, l'allora ragazza di Matthias. Questo a seguito della pubblicazione da parte della stessa del romanzo Der Kreuzworträtselmord. Die wahre Geschichte (L'omicidio del cruciverba: la vera storia), nel quale sono inseriti dei dettagli che si discostano da quanto da lei dichiarato durante gli interrogatori dell'epoca. In particolare, nel libro afferma di aver sorpreso il fidanzato mentre stava tenendo il bambino sott'acqua nella vasca da bagno. "E quando ho sentito ancora quel terribile rumore dal bagno, mi sono messa le mani sulle orecchie." Il bambino avrebbe tentato di divincolarsi fino a quando Mathias non lo pugnalò a morte con un coltello da cucina. La Apel sarebbe stata poi costretta dal fidanzato ad aiutarlo a sbarazzarsi del corpo.
La procura aprì dunque un'indagine per verificare un possibile concorso in reato. La casa editrice negò qualsiasi collegamento tra il contenuto del romanzo e l'omicidio: "La storia è di pura fantasia e non rappresenta alcuna confessione"; inoltre, nella prefazione del libro è esplicitamente dichiarato che trattasi di romanzo, basato sì su fatti realmente accaduti, "ma per il resto liberamente inventato".
Le indagini furono chiuse nell'aprile del 2014 per insufficienza di prove. Il procuratore Klaus Wiechmann dichiarò che non vi erano prove che confermassero il coinvolgimento della Apel, la quale durante gli interrogatori dichiarò che gli episodi incriminati fossero "finzione" e "un modo per aumentare la tensione del romanzo". Affermazione ormai inconfutabile dato che l'unico testimone oculare possibile, l'assassino, nel frattempo era deceduto.

## Influenza culturale
- Der Kreuzworträtselmord und andere Kriminalfälle aus der DDR, libro di Hans Girod

- "Il caso del cruciverba" (Der Kreuzworträtselfall): episodio della serie televisiva Polizeiruf 110 (1988)
- Der Kreuzworträtselmörder, libro del 1993 di Kai Meyer in cui ricostruisce il caso nel dettaglio.